# Oliver Huck
Oliver Huck (* 1969 in Reutlingen) ist ein deutscher Musikwissenschaftler.

Der Vater von Oliver Huck leitete in Reutlingen ein Zupfinstrumenten-Orchester. Huck studierte die Fächer Musikwissenschaft, Allgemeine und Ältere deutsche Literaturwissenschaft an der Universität Paderborn. 1995 folgte der Magister Artium mit einer Arbeit über Carl Maria von Webers Schauspielmusik. Das Thema vertiefte er für seine Promotion, die 1997 in Paderborn erfolgte und von Gerhard Allroggen betreut wurde. Anschließend war er Postdoktorand im Graduiertenkolleg „Textkritik als Grundlage und Methode historischer Wissenschaften“ an der Ludwig-Maximilians-Universität München. Von 1995 bis 1998 war Huck Lehrbeauftragter an der Universität Paderborn. 1999 wurde Huck in das renommierte Emmy Noether-Programm der Deutschen Forschungsgemeinschaft aufgenommen. Dadurch konnte er zwei Jahre in Rom und Florenz über Musikbeispiele im Italien des 14. Jahrhunderts und ihren vermeintlichen Autoren forschen. Von 1999 bis 2001 war Huck Stipendiat an der Universität La Sapienza und von 2001 bis 2005 Leiter der Emmy-Noether-Nachwuchsforschergruppe Die Musik des frühen Trecento an der Friedrich-Schiller-Universität Jena, zunächst als Wissenschaftlicher Assistent und seit 2004 als Oberassistent. Seine Habilitation erfolgte 2004 in Jena über die Musik des frühen Trecento mit einer Arbeit zur Überlieferung, stilistischen Individualisierung und Konstitution der Gattungen.
Von 2005 bis 2006 lehrte er als Professor für Historische Musikwissenschaft an der Hochschule für Musik Würzburg. Berufungen an die Friedrich-Schiller-Universität Jena und die Hochschule für Musik und Theater Hannover lehnte er ab. Huck hatte Gastprofessuren an der Universität Trient, an der Universität Évry und an der Universität Basel.
Seit 2006 lehrt Huck als Professor für Historische Musikwissenschaft an der Universität Hamburg. Huck nimmt eine Vielzahl an Ämtern in der akademischen Selbstverwaltung der Universität Hamburg wahr. Von 2009 bis 2011 war er Prodekan für Forschung und 2010/11 Kommissarischer Dekan der Fakultät für Geisteswissenschaften, außerdem von 2009 bis 2010 Sprecher des Fachbereichs Kulturgeschichte und Kulturkunde. Huck war von 2011 bis 2021 Dekan der Fakultät für Geisteswissenschaften.
Huck war von Heft 2/2010 bis Heft 4/2012 Herausgeber der Zeitschrift Die Musikforschung sowie Mitglied des Beirats der Mediävistenverbandes und des Beirats der Zeitschrift Musiktheorie, Mitglied des Vorstandes der Sonderforschungsbereichs 950 und Leiter des Integrierten Graduiertenkollegs "Manuskriptkulturen" im SFB 950.
2023 wurde Huck zum Mitglied der Akademie der Wissenschaften in Hamburg gewählt.

## Schriften
Monographien
- Das musikalische Drama im Stummfilm. Oper, Tonbild und Musik im Film d'Art. Olms, Hildesheim 2012, ISBN 978-3-487-14846-5.
- Die Musik des frühen Trecento (= Musica mensurabilis. Bd. 1). Olms, Hildesheim 2005, ISBN 3-487-12858-6 (Teilweise zugleich: Jena, Universität, Habilitations-Schrift, 2004).
- Von der Silvana zum Freischütz. Die Konzertarien, die Einlagen zu Opern und die Schauspielmusik Carl Maria von Webers (= Weber-Studien. In Verbindung mit der Carl-Maria-von-Weber-Gesamtausgabe. Bd. 5). Schott, Mainz u. a. 1999, ISBN 3-7957-0381-6.

Herausgeberschaften
- mit Andreas Janke: Liturgical books and music manuscripts with polyphonic settings of the mass in medieval Europe (= Musica mensurabilis. Bd. 9). Olms, Hildesheim u. a. 2020, ISBN 978-3-487-15897-6.